# Крива Круша (Болгарія)
Кри́ва Кру́ша (болг. Крива круша) — село в Сливенській області Болгарії. Входить до складу общини Нова Загора.

## Населення
За даними перепису населення 2011 року у селі проживали 35 осіб.
Національний склад населення села:
| Національність   | Кількість осіб | Відсоток |
| ---------------- | -------------- | -------- |
| болгари          | 22             | 66,7 %   |
| цигани           | 9              | 27,3 %   |
| Всього відповіли | 33             |          |

Розподіл населення за віком у 2011 році:
Динаміка населення: